# Nupserha ceylonica
Nupserha ceylonica là một loài bọ cánh cứng trong họ Cerambycidae.